# 錦松梅
株式会社錦松梅（きんしょうばい）は、東京都新宿区に本社を置く佃煮製造販売業者。錦松梅は同社が製造販売するふりかけの商品名である。

## 概要
錦松梅は、創業者の旭翁が、食道楽で作ったふりかけである。昭和初期に東京・四谷左門町に誕生した。鰹節の他に、白胡麻、椎茸、キクラゲ、松の実などを混ぜて、江戸前の風味に仕上げているのが特徴である。「錦松梅」という名称は、旭翁の趣味の盆栽、「錦松」と「梅」に由来する。なお、かつては「中身もいいけど、器もいいねえ」という台詞で有名なテレビCMが流れていた。2016年2月をもって、同社大阪支店を閉店した。

## CMに起用された人物
- 古今亭志ん朝